# Neus Català i Pallejà

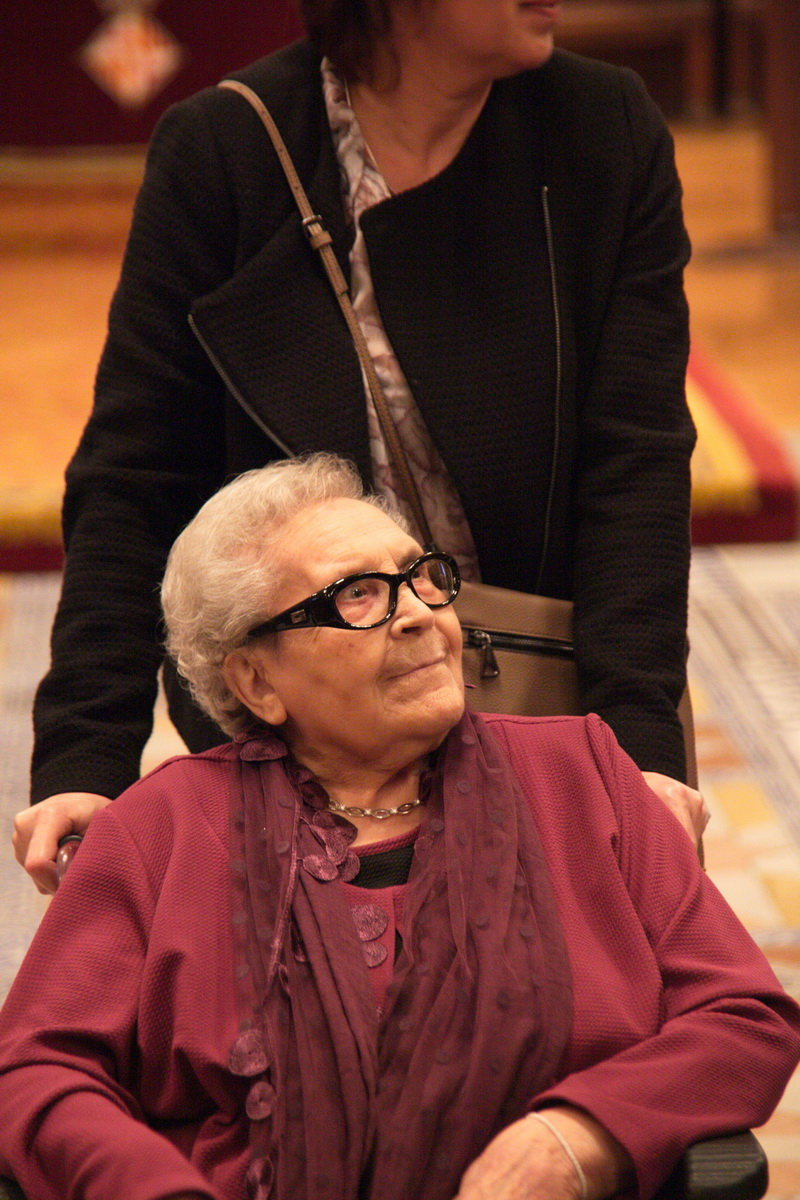
Neus Català, 2014

Neus Català i Pallejà (geboren am 6. Oktober 1915 in Els Guiamets, Provinz Tarragona; gestorben am 13. April 2019 ebenda) war Mitglied des Partido Socialista Unificado de Cataluña (kurz: PSUC) während des Spanischen Bürgerkriegs und die letzte spanische Überlebende des Konzentrationslagers Ravensbrück.

## Leben
Neus Català stammte aus einer Bauernfamilie der Comarca Priorat. Sie war Mitglied der kommunistischen Jugendbewegung. Im Jahr 1937 schloss sie ihre Ausbildung als Krankenschwester ab, zog nach Barcelona und arbeitete während des Spanischen Bürgerkriegs in einem Waisenheim. Im Jahr 1939 überquerte sie mit 180 Waisenkindern aus Premià de Dalt die französische Grenze, den Kindern von Negrin.
Gemeinsam mit ihrem Ehemann Albert Roger beteiligte sie sich an Aktivitäten des französischen Widerstands, organisierte Nachrichtendienst, Waffenlieferungen und die Dokumentation der NS-Verbrechen. Außerdem kümmerte sie sich um Unterschlupf für politische Flüchtlinge. Sie wurde von einem Apotheker aus Sarlat-la-Canéda denunziert, gemeinsam mit ihrem Ehemann im Jahr 1943 verhaftet, in Limoges inhaftiert und misshandelt, im Februar 1944 nach Ravensbrück deportiert und danach nach Holleischen, Außenlager des KZ Flossenbürg. Dort musste sie Zwangsarbeit in der Rüstungsindustrie verrichten und gehörte zum Comando de las gandulas, einer Gruppe von Frauen, die die Herstellung der Munition boykottierten, rund 10 Millionen schadhafte Ladungen produzierten und die Munitionsfabrik durch Sabotage mehrfach zum Stillstand brachten. Ihr erster Ehemann wurde im KZ Bergen-Belsen ermordet.
Neus Català konnte das NS-Regime überleben, kehrte nach Frankreich zurück, heiratete erneut und setzte ihre Widerstandstätigkeit gegen das Franco-Regime fort. Sie lebte in Sarcelles nahe Paris und war Vorsitzende des Verbands der Opfer des KZ Ravensbrück. Sie war Mitglied des Partit dels i les Comunistes de Catalunya (PCC), der Esquerra Unida i Alternativa (EUiA) und Ehrenmitglied der Fundació Pere Ardiaca.

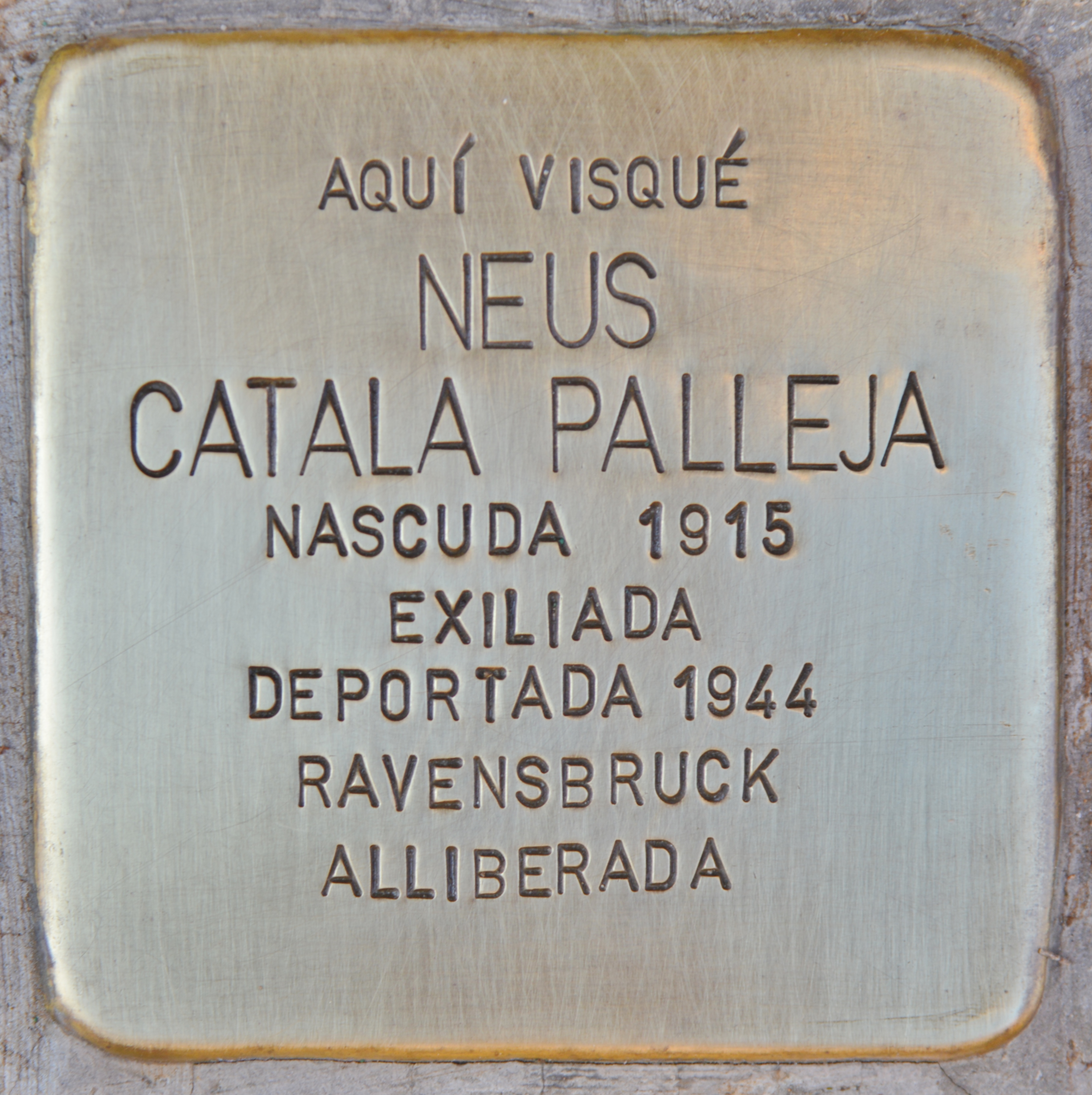
Stolperstein

## Auszeichnungen, Ehrungen
- 2005: Creu-de-Sant-Jordi der Generalitat de Catalunya
- 2006: Katalanische Person des Jahres
- 2006: Alternativ-Preis der Esquerra Unida i Alternativa
- 2014: Goldmedaille für besondere Verdienste der Ayuntamiento de Barcelona
- 2015: Goldmedaille der Generalitat de Catalunya
- 2015: Ein Jahr für Neus Català, gewidmet von Katalonien
- 2018: Stolperstein, verlegt von Gunter Demnig in Els Guiamets
- 2019: Grand Vermeil Medaille der Stadt Paris (Februar). Mit der Einstimmigkeit des Pariser Rat, Schaffung einer Neus-Català-Straße (Juli)[5]

## Zitat
„Sie ist eine starke und engagierte Frau, eine antifaschistische Kämpferin, Überlebende der Todeslager der Nazis und Vorbild aller Frauen, die im spanischen Bürgerkrieg und im Zweiten Weltkrieg kämpften.“

## Bibliographie
- Neus Català: De la resistencia y la deportación: 50 testimonios de mujeres españolas. Península, Barcelona, 2005, ISBN 84-8307-283-1.
  - katalanisch: De la resistència i la deportació: 50 testimonis de dones espanyoles. ISBN 978-84-393-9343-6.
- Elisenda Belenguer: Neus Català : memòria i lluita. Fundació Pere Ardiaca, Barcelona, 2006, ISBN 978-84-935342-0-2.
- Mar Trallero: Neus Català, la dona antifeixista a Europa. Mina, 2008, Barcelona, ISBN 978-84-96499-94-2.
- Carme Mart: Un cel de plom (Roman). Amsterdam llibres, Barcelona, 2012. ISBN 978-84-15224-51-8.
- Material gràfic de Neus Català sobre la Guerra Civil Espanyola, l’Alemanya nazi i els camps de concentració 1933–2006. Barcelona: CRAI Biblioteca del Pavelló de la República, 2006.
- Dorothee von Keitz (Hrsg.): In Ravensbrück ging meine Jugend zu Ende. Ed. Tranvía, Berlin, 1994, ISBN 978-3-925867-11-8.
- Amical de Ravensbrück (Hrsg.): Neus Català, La veu de la consciencia. DVD, 30 Minuten (katalanisch; spanisch).